# Clara Herrmann (Pianistin)
Johanna Amina Julie Clara Herrmann (* 28. Mai 1853 in Sondershausen; † 28. Februar 1931 in Lübeck) war eine deutsche Pianistin und Konzertorganisatorin.

## Leben und Wirken
Clara Herrmann war eine Tochter des Kammervirtuosen Karl Herrmann (* 10. März 1810 in Nordhausen; † 17. Februar 1890) und dessen Ehefrau Auguste Christiane Magdalena („Johanna“) Hartmann (* 7. November 1824 in Arnstadt). Ihr Vater gab ihr ersten Musikunterricht und richtete in Nordhausen ein Konzert aus, bei dem sie im Alter von sieben Jahren als Pianistin zu hören war. Bei Konzerten ihres Onkels Gottfried Herrmann trat sie 1861 und 1865 in Lübeck auf. Ab 1868 studierte sie am Leipziger Konservatorium. Für ihr Prüfungskonzert am 1. Juni 1870 erhielt sie positive Kritiken der Neuen Zeitschrift für Musik.
1871 zog Herrmann nach Lübeck, wo ihr Onkel als Musikdirektor arbeitete. Dieser verpflichtete sie in den Folgejahren wiederholt als Solistin für seine Konzerte des Musikvereins und kammermusikalische Soirées musicales. Während dieser Zeit ging sie auf Reisen mit dem Cellisten Wilhelm Müller und den Schwestern Pauline und Charlotte Grossi und konzertierte in vielen deutschen Städten. Am 16. April 1880 trat sie im Londoner Crystal Palace auf und gab dort ein beachtetes Konzert.
Im Jahr 1878 starb Gottfried Herrmann. Clara Herrmann übernahm die von ihrem Onkel geschaffenen Lübecker Kammermusikabende und organisierte sie fortan eigenverantwortlich als Abonnementreihe. Diese begann im Oktober 1879 und endete im Winter 1920 mit einem Beethoven-Abend. Lediglich während des Ersten Weltkriegs im Jahr 1915 fanden keine Konzerte statt. Herrmann selbst spielte letztmals am 25. November 1922 gemeinsam mit dem Rathjen-Quartett als Konzertpianistin. Sie galt darüber hinaus als gefragte Musiklehrerin und unterrichtete an der Privat-Mädchenschule Detloff und gehörte zur Singakademie.
Herrmann spielte während ihrer Konzerte zumeist Piano. Trotz Gesangsunterricht bei Pauline Viardot-García sang sie nur ausnahmsweise. Während der ersten neun Jahre spielte sie ihr aus Kammermusik, Liedern und solistischen Beiträgen bestehendes Repertoire nahezu immer im Trio mit dem Geiger Carl Bargheer und dem Hamburger Cellisten Albert Gowa. Herrmann hatte weitreichende Beziehungen zu Künstlern und verpflichtete ab 1888 für ihre Lübecker Konzerte renommierte Künstler wie Fritz Struss, Michael Balling, Florián Zajíc, Hugo Becker und Richard Mühlfeld. Außerdem ließ sie öfter Streich- und Klavierquartette auftreten. Ab 1891 waren bei den Kammermusik-Abenden die seinerzeit wichtigsten Quartette zu hören, darunter das Böhmische, Holländische, Brüsseler und Petersburger Quartett, das Halix-, Sevčik-, Fitzner- und Bandler-Quartett. Die Künstler spielten das komplette Repertoire klassischer und romantischer Kammermusik.
Herrmann engagierte für ihre Konzerte Musiker, die Werke von Antonín Dvořák, Bedřich Smetana, Anton Arenskij, Peter Tschaikowski, Alexander Borodin, Camille Saint-Saëns, Niels Gade, Hugo Wolf oder Richard Strauss spielten. Ihr besonderes Interesse galt den Stücken von Johannes Brahms.
Ab 1896 entstand in Lübeck der Verein der Musikfreunde, der einheimischen Musikern die Möglichkeit bot, anspruchsvolle Kammerkonzerte zu geben. Herrmann trat dort ebenfalls auf und musste von 1897 bis 1899 krankheitsbedingt auf eigene Darbietungen am Piano verzichten. Ida Boy-Ed bezeichnete sie daher in der „Lübecker Eisenbahn-Zeitung“ als -„Unternehmerin“, die bei ihren Konzerten ambitionierte Nachwuchskünstler nicht ausreichend fördere. Herrmann veranstaltete zweifelsohne qualitativ hochwertige Abende und engagierte weiterhin zumeist auswärtige Musiker. Damit etablierte sie in Lübeck die Kammermusik.
Herrmann blieb lebenslang unverheiratet und hatte keine Kinder.